# Střela (přítok Metuje)

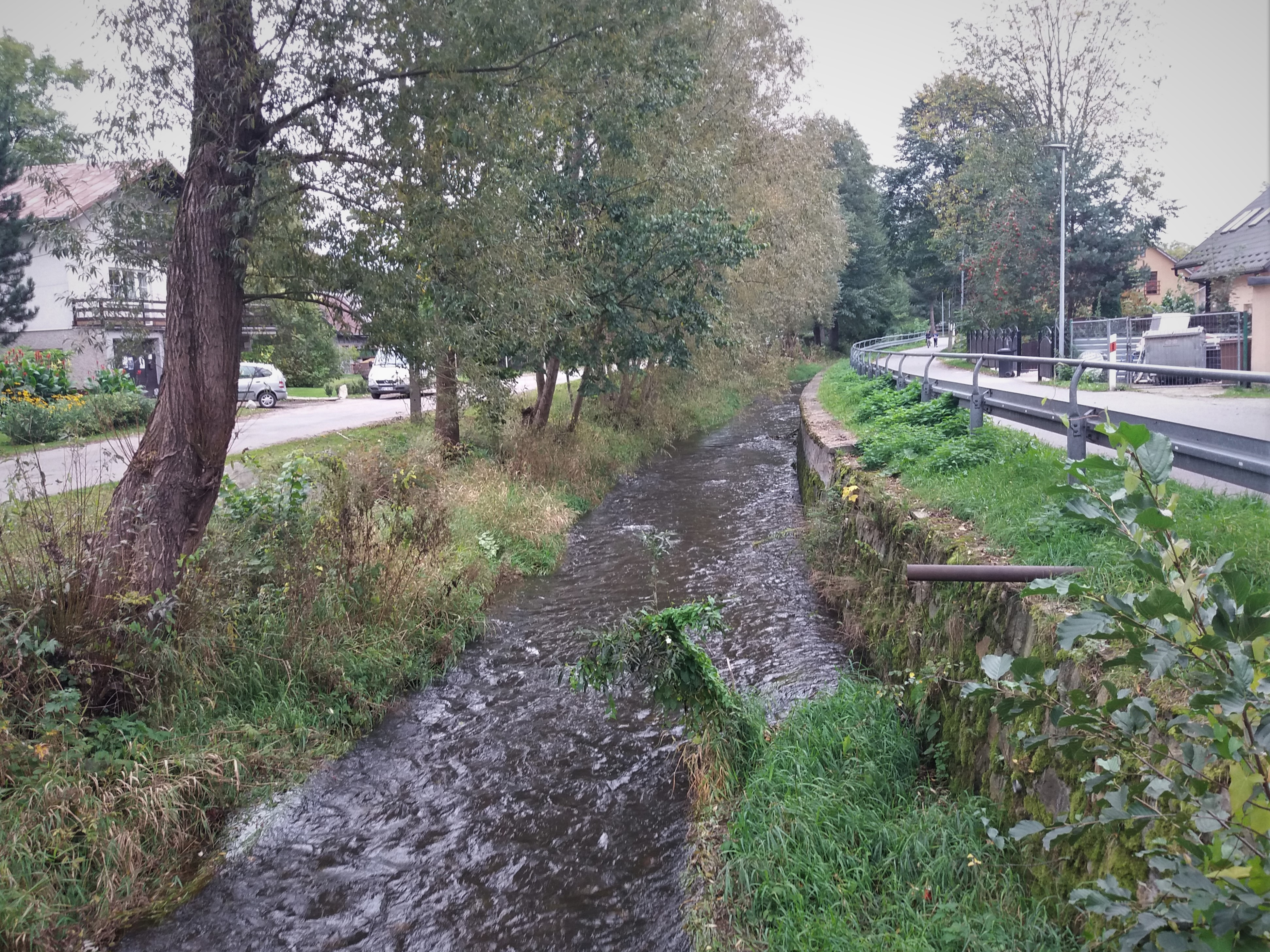
Střela ve Slaném

Potok Střela (polsky Klikawa, něm. Schnelle) je levostranný přítok Metuje, jehož celý tok v délce 15,1 km kromě ústí se nachází na polském území. Alternativní historická jména jsou Slánský potok a Šnela v češtině, Kliklawa a Bystra v polštině. Pramení v Orlických horách západně od vrcholu Jeleń (800 m) v nadmořské výšce přibližně 760 m a ústí zleva do Metuje na české straně hranice nad Náchodem v nadmořské výšce 347 m. Povodí Střely má plochu 69,1 km2.

## Průběh toku
Na horním toku protéká potok strmým údolím, jehož svahy místy vytvářejí úzké, hluboké rokle. Pod Levínem (Lewin Kłodzki) sleduje trasu státní silnice č. 8, poté protéká vsí Slaným (Słone, část města Kudowa Zdrój, Dolnoslezské vojvodství). Pod Slaným tvoří v délce zhruba 300 m polsko-českou hranici a na české území vtéká necelých 100 metrů před ústím do Metuje (km 38,2). Průměrný průtok Střely v ústí je 0,70 m3/s.
Tok Střely směřuje zhruba od východu k západu. Je to horský, rychle tekoucí potok, sbírající vody menších potoků z jižních svahů Levínské vrchoviny. Po vydatných srážkách a v době jarního tání představuje vážné nebezpečí povodní. Opakovaně vystupuje z břehů a zaplavuje přilehlá sídla.

### Větší přítoky
- Jaworniczka
- Wyżnik
- Dańczówka

### Sídla podél toku
- Zimne Wody
- Lewin Kłodzki
- Jeleniów (část obce Lewin Kłodzki)

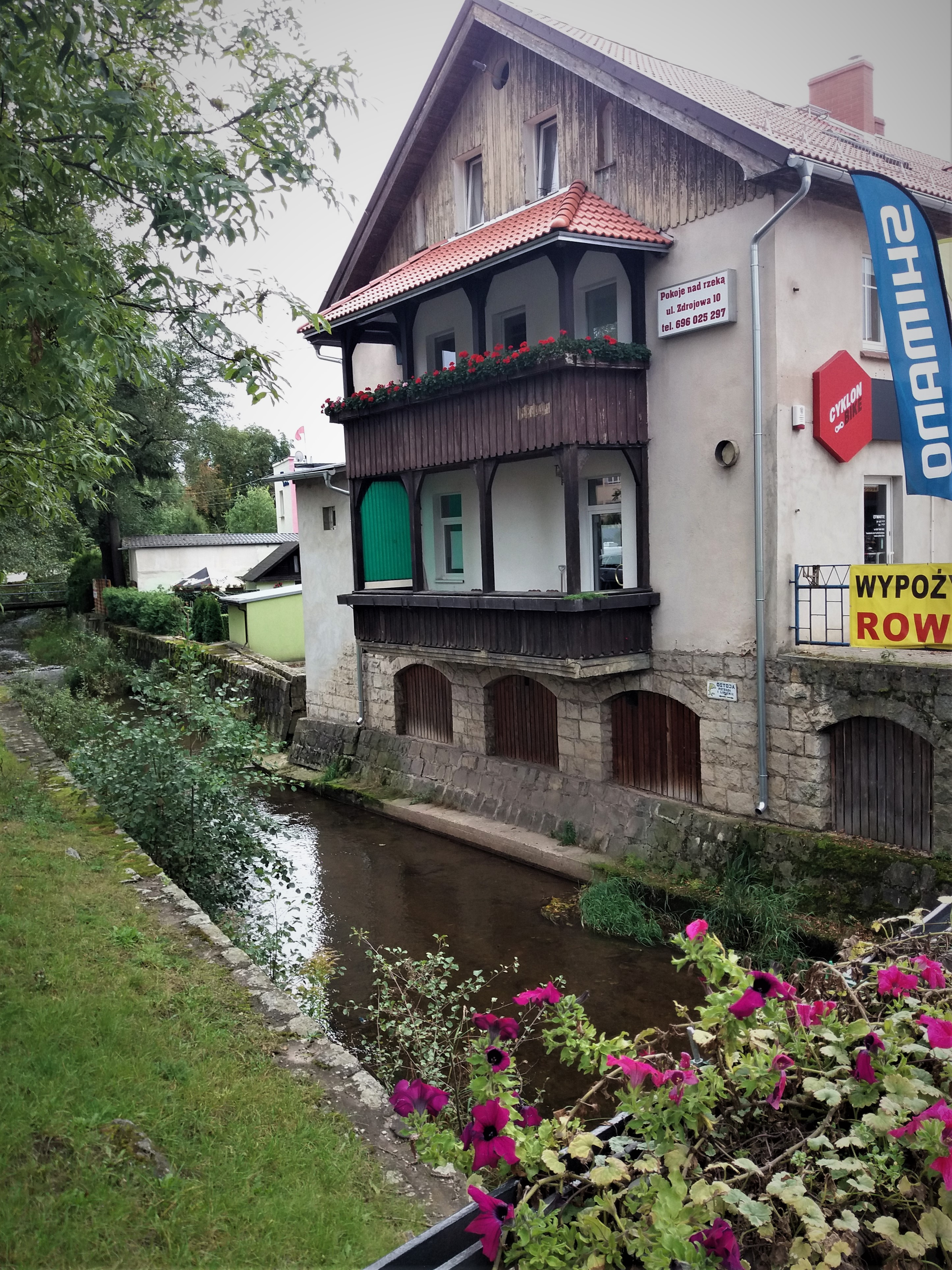
Střela v Lázních Chudobě (Kudowa-Zdrój)

- Kudowa-Zdrój
- Słone (č. Slané)